# Zineddine Derrag
Zineddine Derrag (en arabe : زين الدين دراج), né le 29 janvier 1999, est un footballeur marocain évoluant au poste de milieu défensif a l'AS FAR.

## Biographie
Zinedine Derrag naît à Khouribga et intègre dès son plus jeune âge le centre de formation de l'Olympique Club de Khouribga.
Le 8 août 2022, il s'engage à l'AS FAR. Le 5 septembre 2022, il est titularisé pour son premier match avec le club contre la RS Berkane (match nul, 0-0). Ayant disputé sa première saison en tant que titulaire, il comptabilise un nombre de vingt matchs et remporte en fin de saison le championnat du Maroc.

## Statistiques
| Saison                | Club                  | Championnat           | Championnat | Championnat | Championnat | Coupe(s) nationale(s) | Coupe(s) nationale(s) | Coupe(s) nationale(s) | Total | Total | Total |
| Saison                | Club                  | Division              | M.          | B.          | P.d.        | M.                    | B.                    | P.d.                  | M.    | B.    | P.d.  |
| 2018-2019             | OC Khourigba0         | Botola                | 1           | 0           | 0           | 0                     | 0                     | 0                     | 1     | 0     | 0     |
| 2019-2020             | OC Khourigba          | Botola                | 27          | 0           | 1           | 0                     | 0                     | 0                     | 27    | 0     | 1     |
| 2020-2021             | OC Khourigba          | Botola Pro2           | -           | -           | -           | 1                     | 0                     | 0                     | 1     | 0     | 0     |
| 2021-2022             | OC Khourigba          | Botola                | 27          | 1           | 1           | 0                     | 0                     | 0                     | 27    | 1     | 1     |
| Sous-total            | Sous-total            | Sous-total            | 55          | 1           | 2           | 1                     | 0                     | 0                     | 56    | 1     | 2     |
| Total sur la carrière | Total sur la carrière | Total sur la carrière | 55          | 1           | 2           | 1                     | 0                     | 0                     | 56    | 1     | 2     |

## Palmarès

### En club
OC Khourigba
- Championnat du Maroc D2 (1) :
  - Champion : 2020-21.

 AsFar
- Championnat du Maroc D1 (1) :
  - Champion : 2022-2023.